# ゴチャ・まぜっ天国!
『ゴチャ・まぜっ天国!』（ごちゃまぜってんごく）は、2015年1月8日からMBSラジオで放送されているラジオ番組。

## 概要
『ゴチャ・まぜっ!』シリーズの1番組。他番組『オレたちゴチャ・まぜっ!』と異なり番組タイトルに「オレたち」という言葉は使われていない。
世代も性別もジャンルも違う出演者たちが、スタジオでごちゃまぜに入り乱れて意見を交わすバラエティ番組。
2015年1月8日番組放送開始。2021年10月の改編に伴い、放送時間を変更。
新型コロナウイルス蔓延防止の観点から、2020年の緊急事態宣言発令後から2023年4月までスタジオの出演者は4名に制限していたため、残り2名はリモート出演となっていた。

## 放送時間
- 2021年9月30日放送分まで
  - 木曜日23時30分 - 24時00分
- 2021年10月8日放送分以降
  - 金曜日1時00分 - 1時30分（木曜日25時00分 - 25時30分）[2]

## 出演者
- 大久保佳代子（オアシズ）
- 武井壮
- 小坂温子[注 2]
- おおかわら（鬼ヶ島）
- 木下隆行（TKO、2017年4月20日 - ）[注 3] ※2025年1月31日以降休演中[注 4]
- 武元唯衣（櫻坂46、2023年12月8日 - ）[4][注 5]

### 過去の出演者
- 藤原亜紀乃（劇団マーガリンズ・恵比寿★マスカッツ、2015年1月8日 - 2016年4月14日）[注 6]
- 須田亜香里（SKE48、2016年4月21日 - 2018年3月29日）[注 7][注 8]
- 小嶋真子（AKB48[注 9]、2018年4月5日 - 2020年4月23日）[5][注 10]
- 土生瑞穂（櫻坂46、2020年4月30日 - 2023年11月24日）[6][注 11]

### 代役出演者
- 岡部麟（AKB48、2018年5月17日・24日） - 小嶋真子の代役として出演[7]
- 加藤史帆（日向坂46、2023年10月27日・11月3日） - 土生瑞穂の代役として出演

## コーナー
2021年9月現在、下記に列挙したコーナー（いずれも公式サイトに掲載）は行われておらず有名無実化しており、フリートークとリスナーからのお便りをもとにした話題について語り合うのが基本となっている。
また、2023年11月まで、エンディングでは「今日の土生の一言」と称して、毎回用意されたお題に対して土生瑞穂が出した答え（一言）を楽しむコーナーが設けられていた。武元唯衣に交代してからは不定期に『教えてユイ先生』のコーナーが設けられている。また、櫻坂46の楽曲が途中のCM前で1曲流れるのが通例である。
なぜ違う!? 比べてみよう同じランキング!
同じタイトル（テーマ）のランキングを時代別・性別・年代別などで括って、ふたつの順位を比較。
人気の違いから背景をトーク。
2次元でもマジ惚れ!? 理想の男さがせ!
マンガ・アニメなど架空のキャラクターから、理想のオトコを探す!
毎回、ひとりをピックアップして、どんな特徴で、どこが魅力かをトーク。
ゴチャ・まぜっ天国! 価値観ニュース。
近頃の価値観を移しだしたニュース記事をもとにトーク。